# Parafia św. Wojciecha w Trzcielu
Parafia pw. św. Wojciecha w Trzcielu – rzymskokatolicka parafia, należąca do dekanatu Babimost, diecezji zielonogórsko-gorzowskiej, metropolii szczecińsko-kamieńskiej w Polsce, erygowana w roku 1625.

## Historia Parafii
Drewniany kościół został konsekrowany 9 listopada 1614, parafię erygowano w 1625. Podczas najazdu szwedzkiego kościół został spalony, zabito dwóch kapłanów: proboszcza St. Wolsztyniusa i wikariusza M. Wachowicza. Nowy drewniany kościół w kształcie krzyża, zbudowany w 1692 także uległ spaleniu w 1809. Aktualnie istniejący kościół zbudowano w 1824. Po II wojnie światowej parafię objęło Zgromadzenie Księży Misjonarzy św. Wincentego a Paulo.

## Zasięg parafii

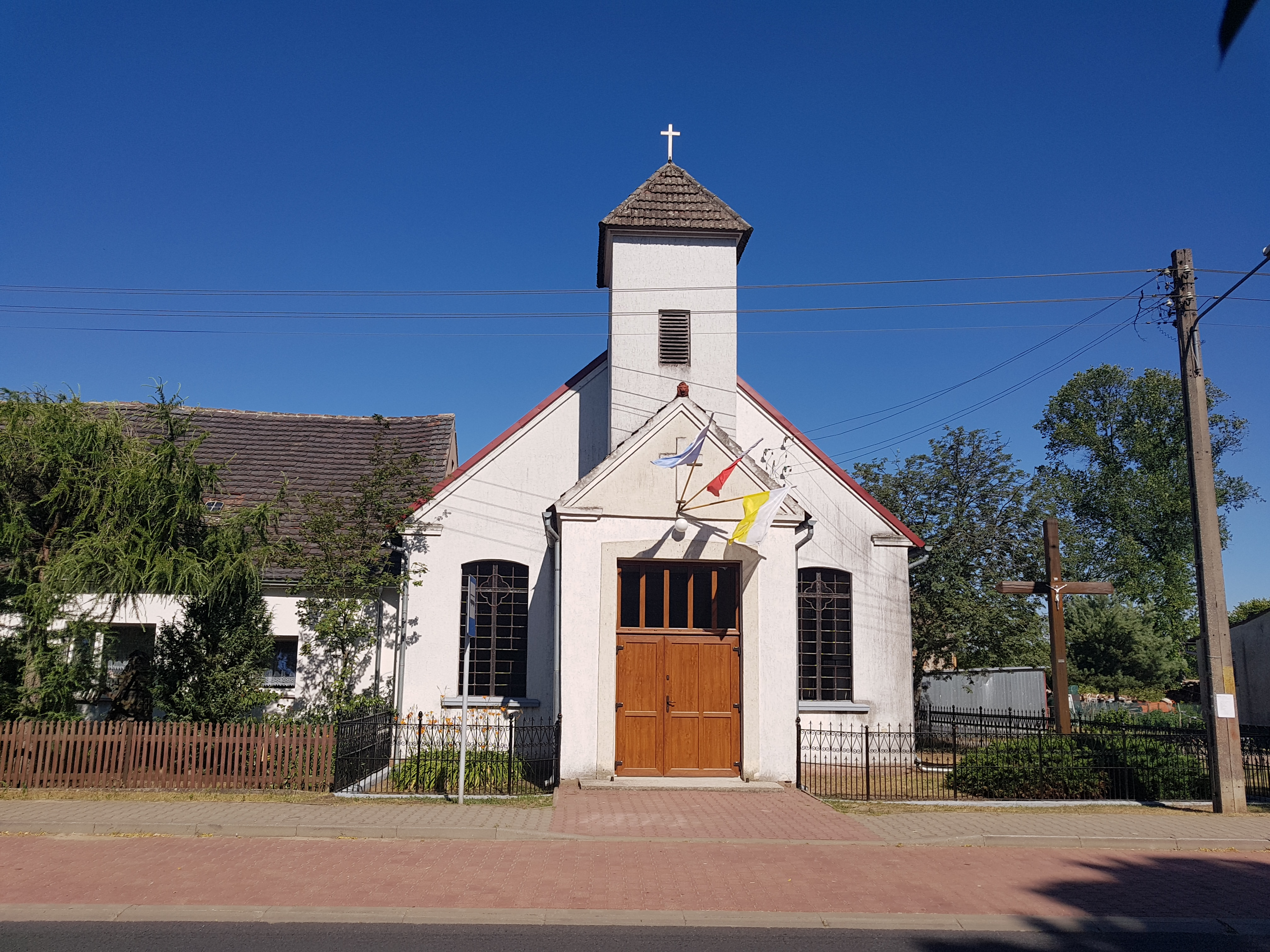
Kaplica pw. św. Marii Magdaleny w Sierczu

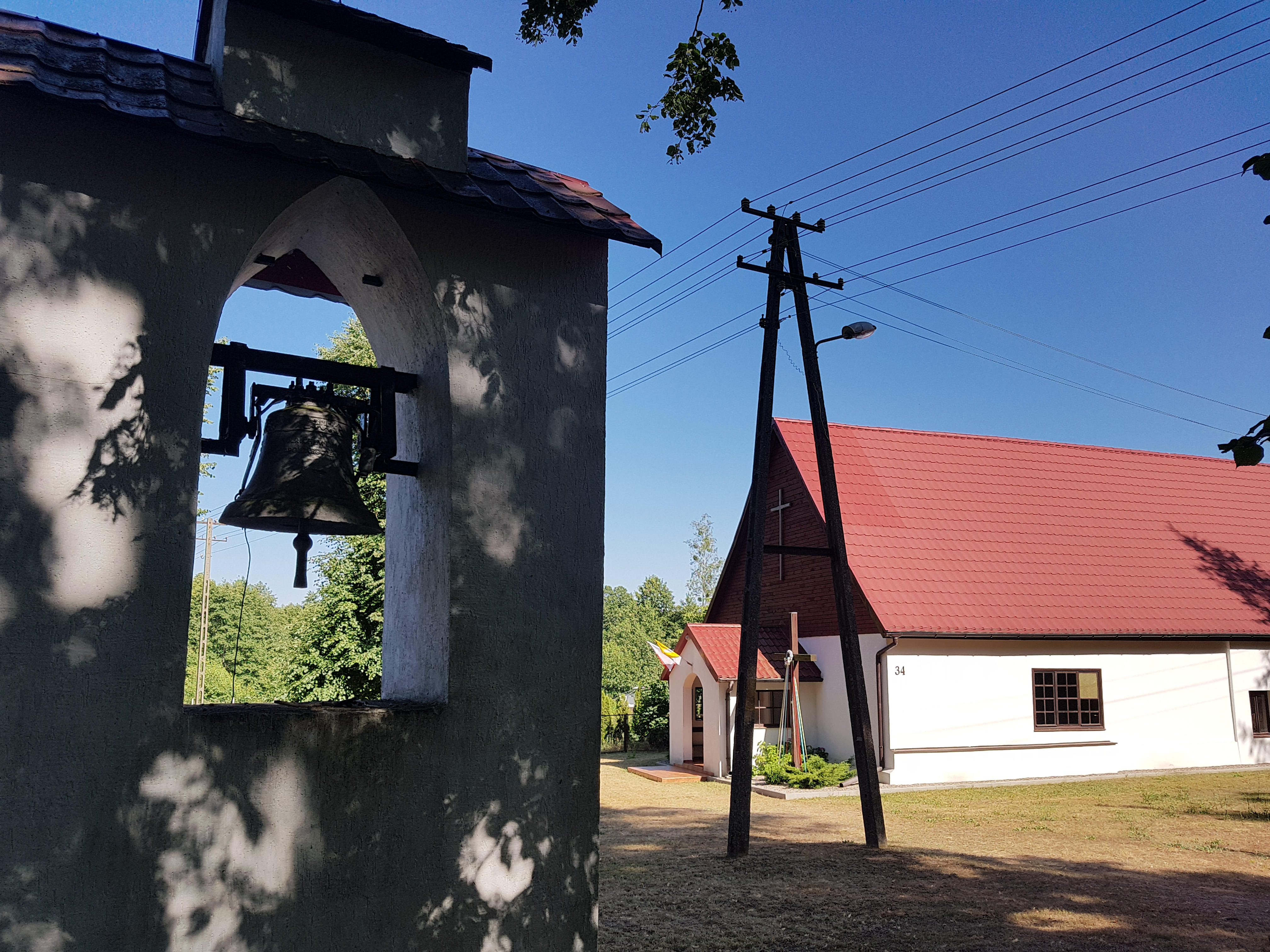
Kaplica pw. Matki Boskiej Częstochowskiej wraz z dzwonnicą w Sierczynku

Miejscowości
- Trzciel,
- Bieleń – 8 km,
- Jasieniec – 5 km,
- Lutol Mokry – 10 km,
- Rybojady – 6 km,
- Siercz – 14 km,
- Sierczynek – 11 km,
- Świdwowiec – 5 km,
- Żydowo – 13 km.

## Proboszczowie
- St. Wolsztynius (1656, zginął w czasie najazdu szwedzkiego)
- b.d.
- ks. Jan Myszka (1945–1957)
- ks. Jana Trela (1957–1965)
- ks. Leszek Łyko (1965–1974)
- ks. Andrzej Skrzyniowski (1974–1980)
- ks. Antoni Maślanka (1980–1982)
- ks. Ludwik Wierzchołowski (1982–1991)
- ks. Aleksander Bandura (1991–1992)
- ks. Tadeusz Salwa (1992–1996)
- ks. Władysław Piotrowski (1996–2000)
- ks. Ludwik Wierzchołowski (2000–2006)
- ks. Marian Kot (2006–2015)
- ks. Marek Bednarek (2015–2021)

Aktualnie:
- ks. Artur Kidoń (od 2021)

## Miejsca kultu

### Kościół parafialny

#### Kościół pw. Świętego Wojciecha w Trzcielu
Zasugerowano, aby wydzielić z tego artykułu fragmenty do artykułu Kościół św. Wojciecha w Trzcielu.
Historia kościoła w Trzcielu rozpoczyna się w wieku XII kiedy to prawdopodobnie zbudowano drewnianą kaplicę na terenie starego miasta. Jednak pierwsze wzmianki o nim pojawiają się dopiero w aktach miejskich z 1510 roku.
Pierwszy opis zaś pojawił się ponad 100 lat później, bo w 1614 roku, kiedy to parafię wizytował ówczesny biskup diecezjalny, mianowicie mówi on o kościele zbudowanym z drewna, wewnątrz pomalowanym, w całości poświęconym Świętemu Wojciechowi.
Niestety w 1655 roku, podczas najazdu Szwedów na Polskę kościół spłonął. Wraz z nim ogień pożarł prawie wszystkie dokumenty dotyczące przeszłości kościoła. Odbudowano w niedługim czasie podobny kościół również z drewna, który również spłonął w roku 1737. W 1809 roku Trzciel nawiedził ogromny pożar który spowodował niemal doszczętne spalenie starego miasta, w tym kościoła. W końcu Trzcielanie wyciągnęli wnioski i postanowili zbudować kościół z cegły.  Nie miał on jednak wieży, a dzwony zostały zamontowane na drewnianej, stojącej obok świątyni dzwonnicy.

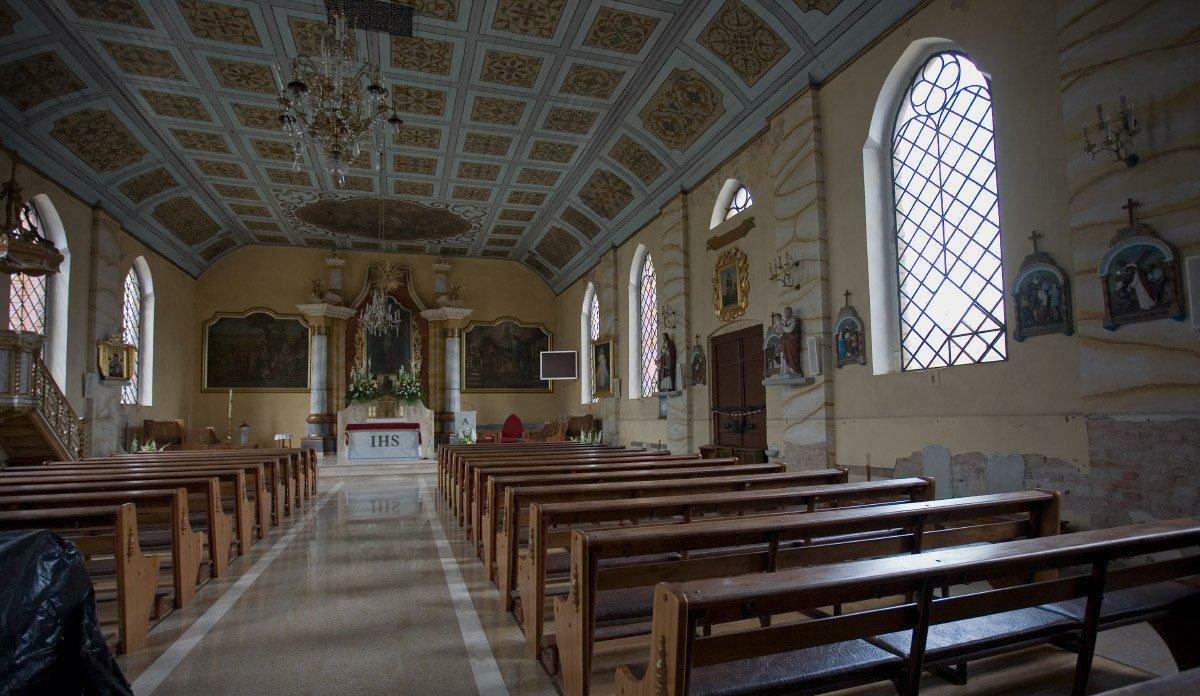
Wnętrze kościoła w trakcie remontu (2012).

W 1903 roku wreszcie zakończono budowę ceglanej wieży, która osiągnęła wysokość 42 metrów. 3 lata później wstawiono do niej pierwsze dzwony a w 1936 roku umieszczono z każdej strony zegary. Kościół bez większych uszczerbków przetrwał obie wojny światowe. Po II wojnie światowej rozebrano kościół ewangelicki znajdujący się na nowym mieście, wiele cennych dzieł sztuki takich jak obrazy czy rzeźby przeniesiono do kościoła katolickiego, gdzie większość z nich stoi do dziś, między innymi obraz Chrystusa Ukrzyżowanego, który przez długi czas zdobił prezbiterium kościoła.
W 2009 roku proboszcz parafii, ks. Marian Kot, postanowił przeprowadzić generalny remont kościoła. Jeszcze tego roku zaczęły się pracę dotyczące wstawienia nowych dachówek i nowej rynny. Następnie odnowiono chodnik wokół kościoła, posadzono nowe drzewa i posiano trawę. W 2010 roku rozpoczęto renowację od środka, przerobiono prezbiterium, w jego centralnym punkcie umieszczono krzyż, a po jego prawej stronie wizerunek Matki Bożej z dzieciątkiem Jezus. Po wstawieniu posadzki rozpoczęto renowację obrazów Między innymi dwa obrazy wiszące po prawej i lewej stronie ołtarza, pochodzące z 1946 roku, autorstwa miejskiego malarza, oraz kopia znanego obrazu Jezusa Miłosiernego. Późną wiosną 2011 roku, zaczęto malować sufit. Odrestaurowano malowidło z 1938 roku autorstwa R. Richtera, przedstawiającego ostatnią wieczerzę. Ostatnim etapem była renowacja organów.

### Kościoły filialne i kaplice
- Kościół pw. Niepokalanego Poczęcia NMP w Lutolu Mokrym
- Kościół pw. M.B. Częstochowskiej w Sierczynku
- Kaplica pw. św. Józefa Rzemieślnika w Rybojadach
- Kaplica pw. św. Marii Magdaleny w Sierczu
- kaplica zakonna w budynku plebanii